# Cedar Hill (Tennessee)
Cedar Hill – miasto w Stanach Zjednoczonych, w stanie Tennessee, w hrabstwie Robertson.